# Kempeitai
La Kempeitai (giapponese: 憲兵隊, "Corpo di soldati della legge") fu la polizia militare dell'esercito imperiale giapponese, attiva nei territori occupati dal 1881 al 1945. Dal punto di vista istituzionale era parte dell'Esercito imperiale giapponese, svolgeva funzioni di polizia militare sotto le direttive del Ministro della Guerra, di polizia giudiziaria sotto il Ministro della Giustizia e in assistenza alla polizia civile sotto il Ministro degli Interni.

## Storia

### Creazione

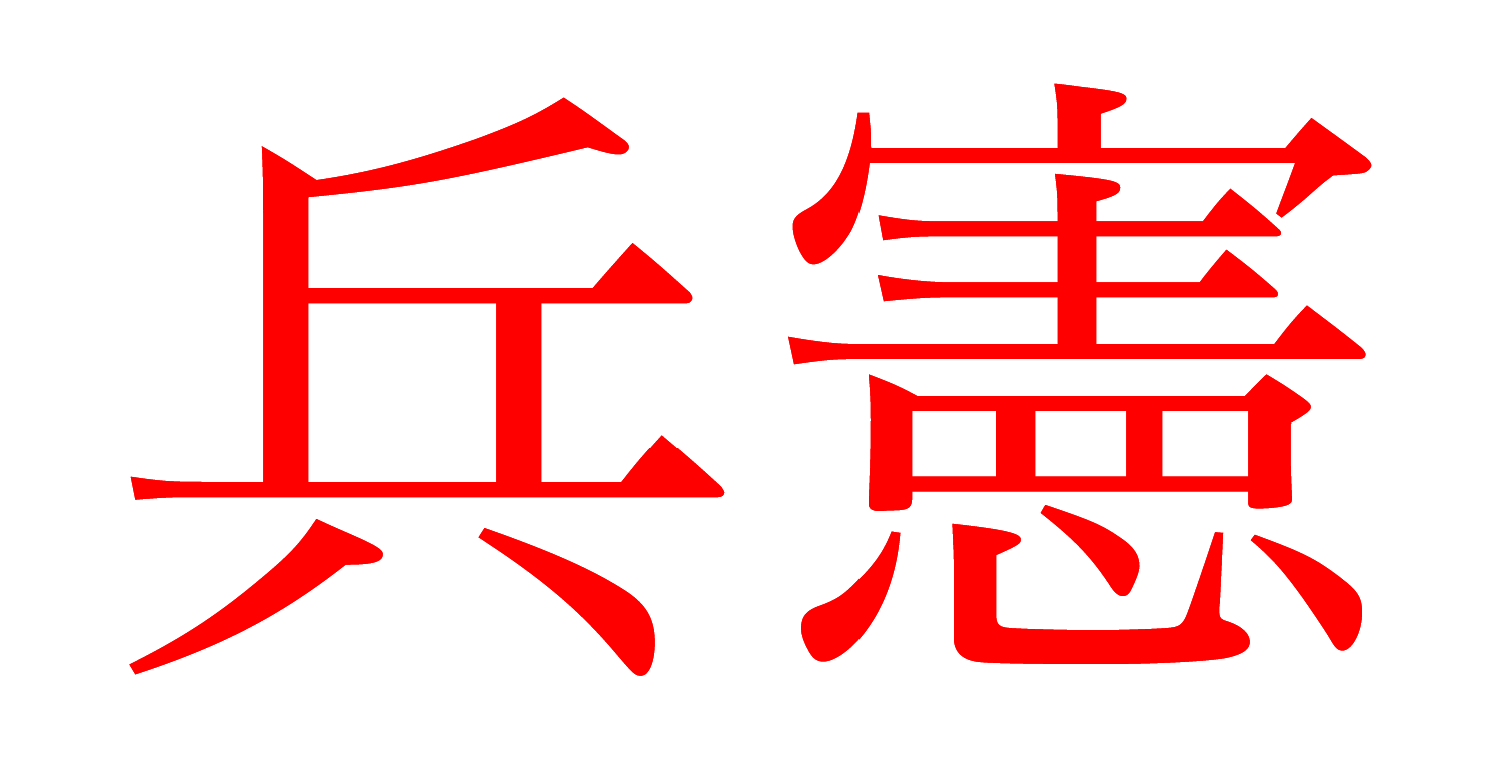
Logo della Kempeitai

La Kempeitai fu costituita il 4 gennaio 1881, quando il Giappone aveva già iniziato da un decennio il processo di modernizzazione.  Il nuovo governo si impegnò nella creazione delle keiretsu, raggruppamenti di industrie e aziende quali Mitsui e Mitsubishi, per competere con l'Occidente. Un altro cambiamento fu la riorganizzazione delle forze armate su modello di quelle occidentali: la Kempeitai era una di queste organizzazioni, creata, diversamente dalla Marina (che si basava su modelli inglesi), seguendo il modello della Gendarmerie nationale francese, con un decreto denominato "Kempei Jourei" (giapponese: 憲兵条例).
I particolari delle funzioni esecutive e giudiziarie dei militari della Kempeitai furono definiti dal codice "Kempei Rei" del 1898, che fu emendato ventisei volte prima della sconfitta del Giappone nell'agosto 1945. Uno dei suoi compiti iniziali era l'applicazione della legge riguardante la leva obbligatoria, cui facevano resistenza alcune famiglie contadine. Il Giappone necessitava di un esercito moderno, forte e organizzato, per sedare ogni ribellione interna alle riforme e per "proteggersi" dalle potenze occidentali. Costringere i giovani di famiglie contadine ad arruolarsi era difficile, poiché costituivano la principale manovalanza nei campi e le famiglie facevano resistenza a lasciarli entrare nell'esercito. La sfera di giurisdizione della Kempeitai fu poi estesa alla tutela ed applicazione delle leggi per la sicurezza, con gli Atti del 1898 e 1928.  Durante il tardo XIX secolo la Kempeitai era composta da quasi 400 uomini.

### I territori occupati
La Kempeitai operò per la prima volta all'estero quando il Giappone prese il controllo della Corea, a seguito della vittoria nella guerra russo-giapponese. Nel 1910, con l'annessione ufficiale della Corea, la Kempeitai divenne nota per la brutalità con cui operava per mantenere l'ordine e la sicurezza. L'interesse nella penisola coreana si era sviluppato nel 1895 durante la prima guerra sino-giapponese; la Kempeitai svolse un ruolo cruciale nell'assassinio dell'imperatrice Myeongseong, che aveva richiesto aiuto ai russi per impedire ai giapponesi di occupare la Corea. Dopo il 1910, fu incaricata di mantenere l'ordine pubblico in Giappone sotto il Ministro degli Interni, e in Corea sotto il Ministro della Guerra. Nel 1911, la Kempeitai organizzò anche un'unità segreta di polizia chiamata Tokubetsu Koto Keisatsu (特別高等警察), nota come Tokko: si occupava di investigare su gruppi politici ed ideologie considerati una minaccia per l'ordine pubblico e la sicurezza nazionale, aveva il potere di arrestare chiunque fosse sospettato di comportamenti avversi all'ordine pubblico, e non necessitava di mandati per eseguire gli arresti. Negli anni trenta, l'uso della tortura per l'estrazione delle informazioni era diventato modus operandi dell'unità. 
A metà degli anni trenta, il Giappone si trovò nel mezzo di una rivoluzione nazionalista: la Kempeitai e il resto dell'Esercito Imperiale giapponese seguirono una dottrina politica ultra-nazionalista e fascista nota come Kōdōha (Fazione del Cammino Imperiale, 皇道派), che aveva le sue origini negli anni venti. Tale dottrina aveva come obiettivo l'ascesa militare al vertice del potere politico in Giappone. Nonostante di stampo nazionalista come l'Esercito Imperiale, la Marina Imperiale aveva invece degli obiettivi diversi che vedevano al centro la figura dell'Imperatore; aveva anche la propria versione della Kempeitai, la Tokeitai, creata inizialmente come forza di polizia e brutale tanto quanto la prima. Così come questa, infatti, la Tokeitai utilizzava metodi di tortura estrema per estrarre le informazioni dagli interrogati. 
La Grande depressione della fine degli anni trenta causò disordini sociali e lavorativi, e la Kempeitai si trovò impegnata nella soppressione di manifestazioni e attività delle unioni laburiste. Il potere della Kempeitai di poter arrestare senza mandato fu uno dei vantaggi principali di cui si servirono i leader della Kodoha per rimuovere avversari politici e indebolire il controllo unionista sull'economia: potevano inoltre arrestare ufficiali di tre ranghi superiori al proprio. Quando il Giappone rivolse il suo interesse alla Manciuria, soprattutto per le risorse e materiali di cui era fornita, la Kempeitai andò sotto il controllo dell'Armata del Kwantung (formata nel 1919), che dagli anni trenta operò come unità autonoma e indipendente dal governo di Tokyo.

### Il dopoguerra
In seguito alla notizia della resa giapponese, la Kempeitai distrusse ogni prova che potesse ricollegare alle reti di spie e informatori, incluse quelle che avrebbero rivelato i crimini commessi. Molti ufficiali kempei riuscirono a sfuggire all'attenzione delle forze di occupazione e andarono sotto copertura, ma diversamente avvenne per il comandante Shirokura Yoshie, che si suicidò al momento della resa. Nel 1953 fu organizzata la Federazione Nazionale delle Associazioni Veterani della Kempeitai (Zenkoku Kenyukai Rengokai), per difendere la reputazione degli ex-kempei, e fu istituito anche un piccolo memoriale nel Santuario Yasukuni. Nel 1975 la Federazione ha pubblicato la storia delle operazioni della Kempeitai raccontate dall'interno.

## Descrizione
Fin dal principio, la sfera di influenza della Kempeitai era estesa ed il suo compito iniziale era monitorare i crescenti disordini dovuti alla coscrizione obbligatoria, soprattutto tra le famiglie contadine. Costituiva un ramo dell'Esercito giapponese di cui era responsabile il Ministero della Guerra. Spesso il suo operato entrava in conflitto con quello della Tokeitai, organo militare sotto il comando della Marina. Era anche l'organizzazione incaricata di assicurarsi che i soldati dell'Esercito seguissero le ideologie della Kodoha, promuoveva la superiorità razziale dei giapponesi e teorie razziali nei confronti delle altre popolazioni asiatiche (promulgando idee anti-cinesi).

### Amministrazione
Per gli Atti del 1898 e 1929 era divisa in due sezioni:
- Sezione degli Affari generali
- Sezione delle Operazioni

Il ramo della Kempeitai dedicato agli Affari generali era incaricato della determinazione strategica della forza, della direzione del personale, della disciplina interna, così come della comunicazione con i Ministeri della Marina, dell'Interno e della Giustizia. Il ramo delle Operazioni era incaricato della distribuzione, organizzazione e formazione delle unità di polizia militare, così come del mantenimento della pubblica sicurezza e delle missioni di controspionaggio.
Le unità di polizia militare andavano sotto il controllo di autorità differenti in base ai territori in cui erano stazionate. In Giappone erano responsabilità del Ministro della Guerra per le attività militari ordinarie, del Ministro degli Interni per l'assistenza alla polizia civile, del Ministro della Giustizia per le funzioni connesse all'amministrazione giudiziaria. Nelle zone dei territori occupati, come Manciuria, Corea, Formosa, rendevano conto al comandante in carica e potevano essere chiamate ad assistere le autorità locali: erano incaricate normalmente della disciplina delle truppe, del mantenimento della sicurezza pubblica, la protezione di aree militari importanti, l'esecuzione delle leggi di coscrizione e il rilevamento di crimini perpetrati tra i soldati. Nelle zone di combattimento e nei territori occupati a questi si aggiungevano altri compiti.

### Forza
La Kempeitai era formata da ufficiali regolari, ufficiali non-regolari e soldati di rango superiore. In tempo di pace il reclutamento era su base volontaria. Nel 1937, la stima del personale era di 315 ufficiali e oltre 6000 uomini. Nel 1942 alcune testimonianze suggeriscono che il numero minimo di ufficiali regolari nelle unità militari di polizia era di 601, distribuiti come segue:
- Giappone: 142
- Manciuria: 114
- Corea: 23
- Formosa: 24
- Cina settentrionale: 100
- Cina centrale: 97
- Cina meridionale: 16
- Zona meridionale: 85

### Distribuzione
La Kempeitai era divisa in tre categorie:
1. Organizzazioni regionali sotto il comando dei Quartier generali militari locali: svolgevano i propri compiti in 
  - Giappone: assegnate dal Ministro della Guerra in base alla densità della popolazione in determinate aree e all'importanza strategica o industriale delle medesime.[2]
  - Corea e Formosa: sotto il comando di un Maggiore generale.
  - Manciuria: sotto il comando di un Tenente generale, con quartier generale a Hsinking.
  - Cina: settentrionale e centrale sotto il comando di un Maggiore generale, meridionale sotto un Colonnello.
  - Zona meridionale: nel 1942 era stata creata (probabilmente a Singapore) un'Unità di Formazione della Forza di Polizia militare; le operazioni militari erano sotto il controllo delle Unità da campo.
2. Unità da campo numerate che fornivano gruppi o divisioni per intervenire nel combattimento o avanzare in territori operativi.
3. Ausiliari della polizia militare: le leggi del 1919 e 1937 avevano stabilito la coscrizione volontaria in Corea e Manciuria.[2]

### Unità attive
La Kempeitai operava sul suolo giapponese e in tutti i territori occupati all'estero durante la guerra del Pacifico. Alcune delle unità furono:
- unità stanziata a Giava, Indonesia, occupata a marzo del 1942; controllava gli uffici di Yogyacarta, Giacarta, Bogor, Solo, Purworejo e Magelang, aveva un personale di circa 33/35 giapponesi.[3] Era sotto il diretto controllo della 16ª divisione dell'Esercito, aveva il compito di mantenere la sicurezza, prevenire le attività di spionaggio e propaganda alleata ed era responsabile della soppressione degli elementi sovversivi.[3]
- unità stanziata a Shanghai, Cina.[9]
- unità stanziata a Sumatra, Indonesia, sotto il controllo della 25ª divisione dell'Esercito.[10]
- unità stanziata ad Harbin, Manciuria, con l'Armata del Kwantung.[10] Hideki Tojo fu il capo di questa sezione dal 1935 al 1937.[7]
- unità stanziata a Singapore, nota come Seconda Unità di campo.[10]
- unità stanziata a Formosa.[10]

### Funzioni sul campo
In aggiunta alle funzioni ordinarie, come il monitoraggio o arresto di eventuali elementi sovversivi e/o anti-giapponesi tra la popolazione civile, alle sezioni della polizia militare operanti sul campo venivano assegnati diversi compiti: erano responsabili dell'ordine pubblico, dei rapporti tra popolazioni locali e giapponesi, del reclutamento di manodopera locale, dell'esecuzione di programmi propagandistici e sradicamento/organizzazione di reti di spionaggio.

## Operato
La Kempeitai aveva acquisito una certa reputazione per la violenza esercitata nel torturare i sospettati e per gli arresti indiscriminati, che effettuava senza prove sufficienti di incriminazione. La Kempeitai era temuta tanto quanto la Gestapo nazista o l'NKVD sovietico: la sola presenza suscitava terrore tra la popolazione locale. Nonostante nell'organizzazione la violenza e la tortura fossero all'ordine del giorno, non sempre chi ne faceva parte riteneva l'uso della forza come la strategia migliore, e si riteneva che potesse risultare controproducente nel cercare di estrarre informazioni dai sospettati: in teoria, la tortura doveva essere utilizzata quando tutti gli altri metodi non avevano funzionato. Sebbene ci fosse una certa omogeneità nelle metodologie di tortura utilizzate, l'invenzione di nuovi metodi era permessa, e i vari uffici della Kempeitai nei territori occupati si specializzavano ciascuno nella propria tecnica. Inoltre, i comandanti potevano prendere delle decisioni sul momento: la carneficina di civili e prigionieri era perfettamente accettabile se in nome della protezione dell'Impero dai suoi nemici. Spesso gli ufficiali incaricati di portare avanti l'interrogatorio ricorrevano alla tortura prima di qualsiasi altro metodo, poiché poco importava se le confessioni erano fatte volontariamente o sotto costrizione. L'impiego della tortura era talmente diffuso e parte dell'operato ufficiale della Kempeitai che le linee guida dei metodi utilizzati erano descritte in un libretto: una copia di questo venne ottenuta dagli americani nel 1944.
«Metodi di procedura
a) Tortura: include calci, botte e tutto ciò che è connesso alla sofferenza fisica. Questo metodo deve essere usato soltanto quando tutto il resto non ha funzionato in quanto è il più sgraziato. Cambia il responsabile dell'interrogatorio dopo la tortura e saranno ottenuti buoni risultati se la nuova guardia pone le domande con tono compassionevole.
b) Minacce: 1) Accenni a futuri malesseri fisici, per esempio tortura, omicidio, fame, isolamento, privazione del sonno. 2) Accenni a futuri malesseri mentali, per esempio non avere il permesso di mandare lettere, non ricevere lo stesso trattamento degli altri ed essere lasciato per ultimo nel caso di uno scambio di prigionieri.»

### Metodi di tortura
L'esercito giapponese ricorreva a una violenza estrema e sproporzionata alla pena, anche le offese minori erano infatti punite con metodi terribili. Tutti coloro che venivano arrestati erano considerati colpevoli e non avevano pressoché alcuna possibilità di ricevere aiuto esterno: l'essere arrestati era sinonimo di colpa, in quanto il sistema legale giapponese del tempo si basava sul concetto di "colpevole fino a prova contraria", al contrario dell'occidente. L'ufficiale della Kempeitai era investigatore, prosecutore, giudice, giuria e giustiziere. Spesso venivano svolte lunghe ore di interrogatorio finché non si ottenevano le risposte desiderate. Se queste non erano efficaci, l'ufficiale incaricato avrebbe usato diversi metodi di confessione brutali ma non particolarmente elaborati:
- punizioni corporali: la vittima veniva percossa e colpita con sbarre di metallo, bastoni, stecche di bambù, corde intrecciate impregnate, fibbie di cintura o impugnature delle pistole.[8][11]
- tortura con acqua: la vittima era legata e posta sul dorso, con un pezzo di tessuto sopra il naso e la bocca (in alternativa, un tubo idraulico); l'acqua veniva versata sulla stoffa finché lo stomaco non si sarebbe gonfiato, o qualcuno non ci sarebbe montato/saltato sopra; la vittima era legata per lungo ad una scala, con il volto verso l'alto e i piedi più in alto della testa- in questa posizione veniva immersa dalla testa in una vasca piena d'acqua finché non era sul punto di annegare o gli veniva versata acqua nella bocca finché non soffocava, dopodiché l'interrogatorio continuava e il processo veniva ripetuto.[1][8]
- tortura elettrica: in varie parti del corpo sensibili erano date scosse elettriche.[1][8][11]
- bruciature: la vittima riceveva bruciature da sigaretta, sigari, ferri caldi e petrolio o alcolici a cui si dava fuoco.[1][8][11]
- dislogatura degli arti: gli arti erano slogati e le dita piegate fino a causare danni permanenti a legamenti e giunture.[1][8]
- tortura psicologica: la vittima veniva convinta che la sua esecuzione fosse imminente e avvisata di scrivere una lettera d'addio; i preparativi per l'esecuzione erano fatti fino all'ultimo stadio, e si fermavano immediatamente prima dell'atto.[8]
- minacce alle famiglie delle vittime.[8]

### Trattamento dei prigionieri
La Kempeitai era spietata nel trattamento che riservava ai cittadini locali sospettati di tradimento. Oltre all'arresto e condanna di individui senza un processo regolare di fronte a un tribunale (come avrebbero dovuto ricevere gli abitanti delle zone occupate secondo la legge internazionale), spesso massacravano intere comunità sospettate di slealtà. Soltanto successivamente è venuto alla luce che la Kempeitai aveva arrestato 1918 persone a Giava tra il 1943 e il 1944, di cui 743 erano morte, 439 erano state giustiziate e le restanti erano state registrate come "morte" per malattie o altro sotto custodia. In Cina e Manciuria, la Kempeitai era responsabile di fornire cittadini cinesi, manciuriani o sovietici come "materiale speciale" di "ricerca" - riportati nei documenti ufficiali come "consegna speciale"- alle basi di ricerca sulle armi biologiche sotto il comando dell'Unità 731, e spesso era incaricata della tortura di questi prigionieri. Uno di questi documenti ufficiali era l'Ordine 224, 8 agosto 1939, del Maggiore generale Shirokura, che attestava quali fossero le categorie di persone idonee in relazione all'invio di una "consegna speciale" di novanta prigionieri all'Unità di Shiro Ishii.  Chi veniva mandato come "consegna speciale" era, in ordine: accusato di spionaggio o implicato in attività di spionaggio per conto di stati stranieri, partigiano cinese, elemento anti-giapponese o semplice criminale. Il documento era stato redatto il 12 marzo 1943 dal Maggiore Tsujimoto della Divisione criminale dell'Amministrazione centrale della Kempeitai.
La "camera di tortura" più grande della Kempeitai era Shanghai, il cui insediamento internazionale ospitava circa 6000 inglesi e 1300 americani quando fu occupato dai giapponesi nel 1941. Un giornalista inglese, Elroy Harley, che aveva trasmesso messaggi anti-giapponesi in una trasmissione radio locale, così come l'informatore dell'ambasciata Inglese a Tokyo, Herbert Vere Redman, furono solo alcune delle vittime della cattura e tortura eseguite dalla Kempeitai. Qualsiasi forma di resistenza era punita brutalmente. Sette mesi dopo la caduta di Singapore, nel 1942, furono catturati alcuni membri di un commando di soldati australiani e inglesi che infiltratosi nel porto aveva danneggiato sette navi giapponesi. Elizabeth Choy era una di questi e fu torturata per 193 giorni. Con la fine della guerra, gli ufficiali della Kempeitai misero in pratica una strategia che prevedeva di non lasciare alcun superstite, e uccisero tutti i prigionieri.
La Kempeitai svolgeva un ruolo importante anche nel "reclutare" e gestire le prostitute per i bordelli autorizzati posti in tutti i territori occupati. Le "donne di conforto", così come erano chiamate, erano prese tra le file di prostitute e tra le donne nei campi di prigionia. Molti sono stati i casi come quello del febbraio del 1944, in cui alcune donne olandesi residenti in un campo di prigionia a Giava erano state prelevate e sottoposte ad abusi sessuali per quattro mesi. Una di loro era la allora ventunenne Jan O'Hearne.

## Cultura di massa
• Ne La svastica sul Sole (L'uomo nell'alto castello), un romanzo ucronico di Philip K. Dick, la Kempeitai è presente come corpo militare principale per la difesa e lo spionaggio dell'Impero giapponese negli Stati Uniti, parzialmente conquistati dopo la guerra, con sede a San Francisco.